# Judith E. Stein
Judith E. Stein (née en 1943) est une historienne de l'art et commissaire d'exposition  de Philadelphie. Elle obtient un B. A. en histoire de l'art au Barnard College de New York en 1965, et un M. A. et Ph. D. en histoire de l'art à l'Université de Pennsylvanie, à Philadelphie en 1967 et 1981, respectivement. Elle étudie au Courtauld Institute of Art de Londres à partir de 1967-1968.

## Carrière
Le monde de l'art de l'après-guerre à New York a constitué son champ de recherche principal, ce qui l'a amenée à écrire une biographie du marchand d'art Richard Bellamy,,,,, ainsi que des articles de fond sur les nombreux artistes de l'époque en plein essor: Jo Baer, Red Grooms, Lester Johnson, Alfred Leslie et Jay plus Doux[Quoi ?].
En 2008, la Fondation Warhol/Creative Capital lui accorde une bourse destinée aux artistes écrivant des livres. L'Association internationale des critiques d'art lui décerne pour son livre - I Tell My Heart: The Art of Horace Pippin le prix du Meilleur Catalogue d'Exposition de 1995. En 1994, elle reçoit une bourse de la  Pew Foundation pour la littérature de non-fiction, et elle est l'un des chercheurs résidents à la Fondation Rockefeller Centre Bellagio.
Entre 1981 et 1994, Stein est  commissaire d0exposition de la Pennsylvania Academy of Fine Art, où elle organise des sondages pour les Red Grooms[Quoi ?] et Horace Pippin, un site de d'installation par Bettye Sarre[Quoi ?]; “Le Figuratif des années Cinquante: l' Expressionnisme Figuratif de New York”, co-organisée avec Paul Schimmel, ainsi que des expositions pour Tom Beurre, Louise Fishman, Mike Glier, Lois Lane, Ray Metzker, Pepon Osorio, Judy Pfaff, Jody Pinto, Raymond Saunders, Joyce Scott Judith de Karité et Toshiko Takaezu.
Elle est commissaire d'exposition pour le New Museum of Contemporary Art de New York, la Slought Foundation de Philadelphie, le musée de Brattleboro, et la Moore Gallery, New York. Commissaire consultante du Pennsylvania Convention Center depuis 1995, elle a supervisé des œuvres commandées par Jones et Ginzel, Mei-ling Hom, Judy Pfaff, John Scott, entre autres.

## Travail
Avec Paul Schimmel, Stein est co-commissaire de l'exposition  “Le Figuratif des années cinquante: l'expressionnisme figuratif de New York” (1988) pour la Pennsylvania Academy of Fine Arts de Philadelphie, en pennsylvanie, qui se déplace dans le Port de Newport Musée d'Art[Quoi ?], Newport Beach, CA et la McNay Museum, San Antonio, TX. La monographie en accompagne en  vedette son essai “Comprendre les années Cinquante: les Aspects de la Figuration et de l'Abstraction, à New York, 1950 à 1962.”
Son exposition “Jules Olitski, Une Vue de l'Intérieur: Une Enquête de Tirages, 1954-2007” (2008), dont elle est curatrice pour le Brattleboro Musée d'Art, Brattleboro, VT, se déplace au Weatherspoon Musée d'Art, Greensboro, NC; Luther W. Brady Galerie d'Art, Washington, DC; Butler Institute of American Art, à Youngtown, OH; et Everson, Musée d'Art, Syracuse, NY. " I Tell My Heart: The Art of Horace Pippin " (1993), elle a été commissaire de l'Académie des Arts de Pennsylvanie, s'est rendu au Musée d'Art de Baltimore, Baltimore, MD; Art Institute de Chicago, Chicago, IL; Musée d'Art de Cincinnati, Cincinnati, OH; et Le Metropolitan Museum of Art, New York City, NY. "Red Grooms: Une Rétrospective 1956-1984" (1985), elle a été commissaire pour PAFA, a voyagé au Musée d'Art de Denver, Denver, CO, le Musée d'Art Contemporain de Los Angeles, en californie, dans le Tennessee State Museum, à Nashville, TN et le Whitney Museum of American Art, New York City, NY.[Quoi ?]
Elle a contribué par des essais à la grand-mère de Moïse dans le Vingt et unième Siècle (2001), Artistes autodidacte du 20e siècle (1998), La Puissance de l'Art Féministe (1995), Encyclopédie de la Culture afro-Américaine et de l'Histoire (1993) et de Leur Marque: les Femmes Artistes se déplacent dans le courant 1970-1985 (1989).
Les  articles de Stein ont paru dans Art in America, La Sienne Shredder, 
Daidalos, Art News, Dessin, Fiberarts, ainsi que les catalogues d'exposition du Saint Louis Art Museum de Philadelphie de l'Institut d'Art Contemporain, Locks Gallery et Arcadia University Art Gallery, à New York Francis M. Naumann Beaux-Arts, DC Moore Gallery, Steinbaum Krauss Galerie, juin Kelly Gallery et la Galerie Georges Moos; la Nouvelle-Angleterre du Centre d'Art Contemporain; de Pittsburgh, Centre pour les Arts et Knoxville Museum of Art.
Elle a enseigné au  Maryland Institute College of Art, Baltimore, MD, à l'Université de Pennsylvanie, Philadelphie, PA; et à la Tyler School of Art, Temple University, Philadelphia, PA.
De 1979 à 1983, elle a couvert les expositions d'art contemporain pour WHYY’s de l'Air Frais ainsi que les NPR’ Édition du Matin.

## Livres
Stein a contribué par des essais d'exposition[Quoi ?], monographies qu'elle a édités, dont Jules Olitski, Une vue de l'intérieur : une enquête de tirages[Quoi ?], 1954-2007, Imaginant Amazone des temps Modernes[Quoi ?]: La Hypermuscular Femme[Quoi ?], Jacob Landau: vieillard Fou de Dessin[Quoi ?], - je Dire à Mon Cœur: L'Art d'Horace, Pippin[Quoi ?], Figuratif des années cinquante: New York expressionnisme figuratif, Red Grooms: Une rétrospective 1956-1984.
Les yeux des années soixante[Quoi ?] : Richard Bellamy et la transformation de l'art moderne. New York : Farrar, Straus et Giroux, 2016.